# David Alan Grier

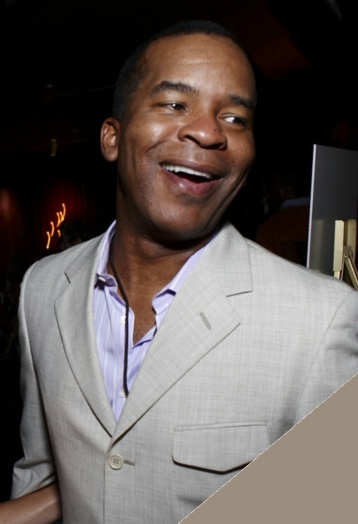
David Alan Grier in 2007

David Alan Grier (Detroit (Michigan), 30 juni 1956) is een Amerikaans acteur, filmproducent, scenarioschrijver en komiek.

## Biografie
Grier werd geboren in Detroit (Michigan) en heeft de high school doorlopen aan de Cass Technical High School in Detroit. Hierna ging hij studeren aan de universiteit van Michigan in Ann Arbor waar hij zijn bachelor of arts haalde en aan de Yale School of Drama in New Haven (Connecticut) waar hij zijn master of fine arts haalde. Na zijn studie begon hij met acteren in het theater en op Broadway.
Grier was van 1987 tot en met 1997 getrouwd, en van 2007 tot en met 2010 was hij opnieuw getrouwd waaruit hij een dochter heeft. 

## Filmografie

### Films
Selectie:
- 2023: The Color Purple - als Eerwaarde Avery
- 2023: They Cloned Tyrone - als De Preker
- 2020: Coffee & Kareem - Captain Hill
- 2017: The Big Sick – Andy Dodd
- 2009: Astro Boy – Mr. Squirt / Math Cowboy / Boxer Robot (stemmen)
- 2009: Dance Flick – Sugar Bear
- 2005: Bewitched – Jim Fields
- 2005: The Muppets' Wizard of Oz – oom Henry
- 2001: 15 Minutes – straatrover in park
- 1999: Stuart Little – Red (stem)
- 1995: Jumanji – Carl Bentley
- 1992: Boomerang – Gerard
- 1990: Loose Cannons – Drummond
- 1987: From the Hip – Steve Hadley
- 1984: A Soldier's Story – korporaal Cobb
- 1983: Streamers – Roger

### Televisieseries
Uitgezonderd eenmalige gastrollen.
- 2021-2023: Joe Pickett - als Vern Dunnegan (12 afl.)
- 2022: The Patient - als Charlie Addison (5 afl.)
- 2019-2022: A Black Lady Sketch Show - als preker (3 afl.)
- 2021: Dad Stop Embarrassing Me - als Pops Dixon (8 afl.)
- 2019: The Resident - Lamar Broome (3 afl.)
- 2019: Queen Sugar - Jimmy Dale (3 afl.)
- 2018-2019: The Cool Kids - Hank (22 afl.)
- 2018: A Series of Unfortunate Events - Hal (2 afl.)
- 2015–2017: The Carmichael Show – Joe Carmichael (32 afl.)
- 2014–2015: Comedy Bang! Bang! – netwerkpresident (5 afl.)
- 2013: Bad Teacher – schoolhoofd Carl Gaines (13 afl.)
- 2003–2005: My Wife and Kids – Jimmy (3 afl.)
- 2002–2005: Crank Yankers – Landanlius Truefeld / Danny / Stompe (12 afl.)
- 2002–2004: Life with Bonnie – Dadid Bellows (44 afl.)
- 2000–2001: JAG – Jerome Daggett (17 afl.)
- 1990–2001: In Living Color – diverse karakters (143 afl.)
- 1995–2000: Happily Ever After: Fairy Tales for Every Child – Bongo (2 afl.)
- 1998: Damon – Bernard (13 afl.)
- 1993–1997: Martin – Leon Lonnie Love (4 afl.)
- 1995: The Preston Episodes – David Preston (2 afl.)
- 1988: Tanner '88 – geheim agent (2 afl.)
- 1986: All Is Forgiven – Oliver Royce (9 afl.)

### Filmproducent
- 2009: David Alan Grier: Comedy You Can Believe It (documentaire)
- 2008: Chocolate News (televisieserie, 12 afl.)
- 2008: The Poker House (film)
- 2007: Thank God You’re Here (televisieserie, 6 afl.)
- 2005: The Davey Gee Show (film)
- 1995: The Preston Episodes (televisieserie, 2 afl.)

### Scenarioschrijver
- 2009: David Alan Grier: Comedy You Can Believe It (documentaire)
- 2008: Chocolate News (televisieserie, 12 afl.)
- 2008: The Poker House (film)
- 2005: The Davey Gee Show (film)
- 2003: Jamie Foxx Presents Laffapalooza (televisieserie, 1 afl.)
- 2001–2002: Premium Blend (televisieserie, 7 afl.)
- 1993: Soul Train Comedy Awards (film)
- 1992–1993: In Living Color (televisieserie, 3 afl.)

## TheaterwerkBroadway
- 2020: A Soldier's Play (toneelstuk) - als sergeant Vernon C. Waters
- 2012: The Gershwins' Porgy and Bess (musical) – Sporting Life
- 2009–2010: Race (toneelstuk) – Henry Brown
- 1996–1998: A Funny Thing Happened on the Way to the Forum (musical) – Prologus / Pseudolus (understudy)
- 1981–1985: Dreamgirls (musical) – James Thunder Early (understudy)
- 1981: The First (musical) – Jackie Robinson

## Prijzen

### Image Awards
- 2003 in de categorie Uitstekende Acteur in een Bijrol in een Comedyserie met de televisieserie Life with Bonnie – genomineerd.
- 1999 in de categorie Uitstekende Acteur in een Bijrol in een Comedyserie met de televisieserie Damon – genomineerd.

### Satellite Awards
- 2004 in de categorie Beste Optreden door een Acteur in een Bijrol in een Televisieserie met de televisieserie Life with Bonnie – genomineerd.

### TV Land Awards
- 2012 in de categorie Baanbrekende Show met de televisieserie In Living Color – gewonnen.

### Filmfestival van Venetië
- 1983 in de categorie Beste Acteur met de film Streamers – gewonnen.

### Western Heritage Awards
- 2003 in de categorie Beste Film met de film King of Texas – gewonnen.

- Biblioteca Nacional de España: XX1118232
- Bibliothèque nationale de France: cb140295282 (data)
- Gemeinsame Normdatei: 140849017
- International Standard Name Identifier: 0000 0001 1954 6968
- Library of Congress Control Number: no96046064
- MusicBrainz: d6b14308-1acb-4ad5-b454-9fcbf5da6d50
- Nationale Bibliotheek van Tsjechië: xx0084990
- Nationale Bibliotheek van Israël: 987007325377205171
- Système universitaire de documentation: 088600823
- Union List of Artist Names: 500344414
- Virtual International Authority File: 107827332
- WorldCat: E39PBJdMcd4mtmyDHdwVfvXWXd